# Keijirō Ogawa
Keijirō Ogawa (小川慶治朗?, Ogawa Keijirō; Osaka, 14 luglio 1992) è un calciatore giapponese, centrocampista o attaccante dello Yokohama FC.

## Carriera
Dalla stagione 2010 milita nel Vissel Kōbe, sodalizio della massima serie calcistica giapponese.

## Palmarès

### Club

#### Competizioni nazionali
- Coppa dell'Imperatore: 1

Vissel Kōbe: 2019
- Supercoppa del Giappone: 1

Vissel Kōbe: 2020